# Аль-Турк, Рияд
Рияд аль-Турк (Риад ат-Тюрк, араб. رياض الترك‎; 17 апреля 1930 — 1 января 2024) — сирийский политический деятель левого толка. Был генеральным секретарём Сирийской коммунистической партии (Политическое бюро) с момента её основания в 1973 году до 2005 года (ныне носит название Сирийской демократической народной партии). На протяжении в общей сложности двух десятилетий был политическим заключённым. Аль-Турк стал известен как сторонник демократии в коммунистическом движении и ведущий светский диссидент-оппозиционер асадистскому режиму, которого называли «старейшиной сирийской оппозиции» и «сирийским Манделой».

## Биография
Ещё студентом аль-Турк вступил в Сирийскую коммунистическую партию. Впервые был брошен в тюрьму вскоре после окончания юридического факультета в 1952 году за противодействие военному правительству, установившемуся в результате переворота. Его держали под стражей пять месяцев и подвергали пыткам, но суд так и не состоялся. Позднее он писал статьи для партийной газеты «Аль-Нур» и стал ведущим идеологом компартии. В 1958 году за оппозицию объединению Сирии и Египта в Объединённую Арабскую Республику при Гамале Абделе Насере он был вновь заключён в тюрьму, проведя там шестнадцать месяцев. Его снова пытали, но тоже так и не предъявили обвинений и не судили.
На Третьей конференции Сирийской коммунистической партии в 1969 году он был избран членом Политбюро, но вскоре между ним и генеральным секретарём партии Халедом Бакдашем обострились разногласия по многим интеллектуальным, политическим и организационным вопросам, наиболее важными из которых были отношения с Советским Союзом, палестинский вопрос, арабский национализм и арабское единство. В итоге Аль-Турк в течение некоторого времени возглавлял фракцию внутри Коммунистической партии в противовес управлявшему партией железной рукой генсеку Бакдашу. В 1972 году Бакдаш решил ввести партию в Национальный прогрессивный фронт — коалицию организаций, связанных с правящей Партией арабского социалистического возрождения (БААС).
В ответ вместе со сторонниками радикального крыла партии аль-Турк сформировал Сирийскую коммунистическую партию (Политическое бюро), закрепив раскол, который был очевиден ещё с конца 1960-х годов. Первоначально СКП (Политбюро) также вела переговоры с властями об условиях легализации и потенциального членства во Фронте. Однако позднее партия заняла решительную оппозиционную позицию, особенно с 1976 года (после сирийского вмешательства в поддержку правого правительства маронитов в гражданской войне в Ливане). Это привело к репрессиям против партии, усилившимся в начале 1980-х годов, когда правительство Хафеза Асада почувствовало на себе растущее давление со стороны как исламистской, так и светской оппозиции. После подписания Договора о дружбе и сотрудничестве Сирии и СССР и попыток сирийских политических сил создать коалицию ненасильственной оппозиции в 1980-х за решётку были брошены более 200 видных членов СКП (Политбюро).
Аль-Турк был арестован и заключён в тюрьму 28 октября 1980 года, после чего содержался в застенках в очень тяжелых условиях почти 18 лет. Большую часть этого периода он провёл в одиночной камере, подвергаясь регулярным пыткам. На основании интервью с аль-Турком журналист Робин Райт сообщает, что его «заперли в штаб-квартире разведки в подземной камере без окон размером примерно с небольшую кабину лифта, в которую едва помещается человек». Аль-Турку «никогда не разрешалось выходить из камеры для физических упражнений. До последних месяцев ему не разрешали читать книги или газеты, получать почту или что-либо еще, что могло бы занять его ум». В течение первых тринадцати лет заключения ему было запрещено общаться с друзьями и родными (включая двух маленьких дочерей) или получать от них весточки. Единственное, что ему позволяли — «три раза в день ходить в общий туалет». Ему никогда не разрешалось пользоваться им, когда там находились другие заключённые. Одним из его скудных развлечений было вылавливание в тарелке супа зёрен темной крупы, из которых он создавал картин в своей камере. Он чувствовал серьёзное недомогание, страдая от диабета, в лечении которого ему было отказано. Он был освобождён только 30 мая 1998 года.
После выхода на свободу в 1998 году аль-Турк поначалу не проявлял особой политической активности. Однако за смертью в июне 2000 года президента Хафеза Асада и приходом к власти его сына и преемника Башара последовал взрыв политических дебатов и требований демократических изменений, известный как Дамасская весна. Аль-Турк вновь стал играть видную роль. Его слова на телеканале «Аль-Джазира» в августе 2001 года, что «диктатор умер», стали прямой причиной возобновления преследований со стороны правительства: сам аль-Турк был арестован несколько дней спустя, 1 сентября 2001 года, и предстал перед судом государственной безопасности, который многие сочли несправедливым. В июне 2002 года он был приговорён к трём годам лишения свободы за «попытку изменить конституцию незаконным путем». Это вызвало международные протесты, призывавшие к освобождению политзаключённого, особенно учитывая его плохое состояние здоровья.
Аль-Турка отпустили после отбытия пятнадцати месяцев заключения, и он возобновил свою политическую деятельность. Весной 2005 года Сирийская коммунистическая партия (Политбюро) провела подпольный съезд, на котором было принято решение изменить своё название на Сирийскую демократическую народную партию. На этом же съезде Турк ушел с поста секретаря партии, но остался влиятельным членом организации. В том же году он также стал видным деятелем продемократической коалиции сирийских оппозиционных активистов и организаций, присоединившихся к Дамасской декларации (одним из крёстных отцов которой считался Рияд аль-Турк).
В 2011 году он приветствовал начало сирийской революции против режима Башара Асада. Более того, считается, что он её предсказал вскоре после начала Арабской весны (событий в Тунисе и Египте), написав накануне 15 марта 2011 года статью, в которой обратился к сирийскому народу со словами, что птица свободы кружит над Сирией. Однако страна погрузилась в гражданскую войну. Рияд аль-Турк первоначально поддержал альянс всех оппозиционных течений, включая исламистов, под эгидой Сирийского национального совета, но позднее выразил сожаление, что проигнорировал нарушения, совершённые исламистскими группировками во время чрезвычайной ситуации.
К 2013 году он жил в уединении, запертый в квартире в Дамаске. Размышляя о своей многолетней причастности к Сирийской коммунистической партии, аль-Турк рассказал Le Monde: «С тех пор, как я вступил в партию в 1950-х годах, подпольная жизнь стала традицией. Моё поколение понимает важность секретности в борьбе против такого режима. Молодые революционеры не знали об этом, и они заплатили высокую цену». В 87-летнем возрасте аль-Турк был включён в список самых заметных диссидентов из разных стран, от Афганистана до Зимбабве и от Китая до Перу, по версии журнала «Foreign Policy».
Его жена покинула страну в начале конфликта и умерла в Канаде в 2017 году. Несмотря на первоначальное нежелание оставлять родину, аль-Турк в конце концов поддался уговорам своих дочерей, которые уже были беженцами за границей. В конце июля 2018 года он отправился в изгнание, проехав через Турцию, и в конечном итоге поселился в Париже. В первом своём интервью в политической эмиграции заявил: «Кажется, что сегодня русские нуждаются в такой марионетке или пугале, каким является режим Асада, чтобы заявить, что их оккупация законна. Но на самом деле сирийского режима не существует, есть лишь прямая оккупация. Необходимо покончить с ней, чтобы лишить сирийский режим опоры. Именно поэтому сегодня фундаментальной задачей является борьба с иностранным присутствием в Сирии».
Аль-Турк умер в Обонне 1 января 2024 года в возрасте 93 лет.